# Gestión de derechos digitales

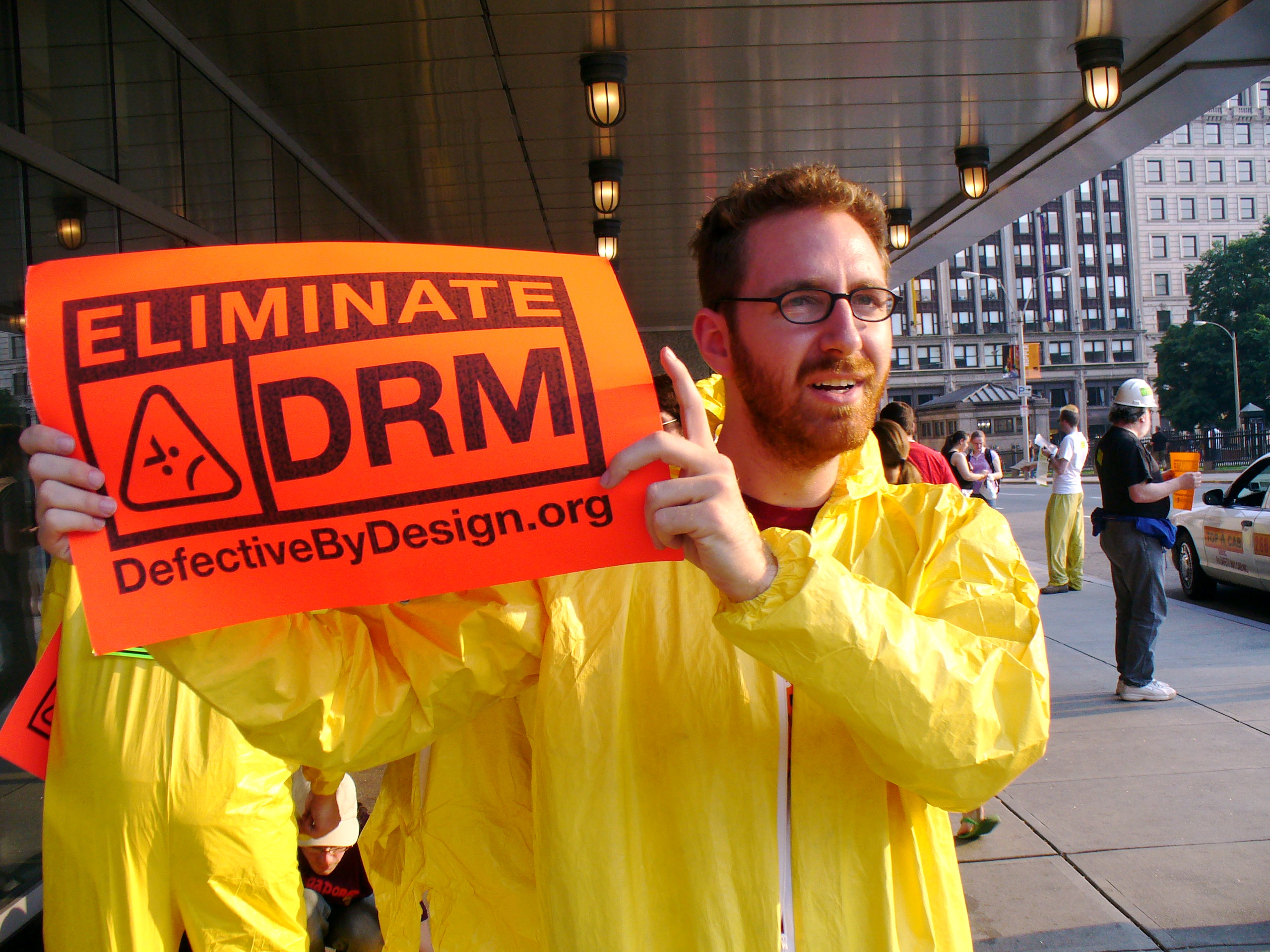
Miembro de Defective by Design protestando contra el DRM (25 de mayo de 2007).

La gestión de derechos digitales (DRM, del inglés digital rights management), también conocido como gestión de restricciones digitales (digital restrictions management) es un término que se refiere a las tecnologías de control de acceso usadas por editoriales y titulares de derechos de autor con la intención de limitar el uso de medios o dispositivos digitales a personas o equipo no autorizadas. También se utiliza para referir a las restricciones asociadas a instancias específicas de obras digitales o dispositivos. Los DRM se solapan, hasta cierto punto, con la protección de copia de software, aunque el control del DRM es generalmente aplicado a medios creativos —música, películas, libros, etc.—. 
El DRM ha sido y está siendo utilizado por compañías proveedoras de contenidos como Sony, Microsoft, Valve, Spotify, Netflix y la BBC. 
Apple renunció al uso de DRM en las canciones ofrecidas a través de su portal iTunes, que concentra el 80 % de las ventas de música digital. 
El uso de DRM es polémico. Los que abogan a favor de su utilización argumentan que es necesario, para los poseedores de derechos de autor, prevenir la duplicación sin autorización de sus obras y así asegurar flujos continuos de ingresos. Sus detractores, como la Free Software Foundation, sostienen por su parte que el uso de la palabra derechos es engañosa y sugieren que en su lugar se use el término gestión de restricciones digitales. Su posición es esencialmente que los poseedores de derechos de autor intentan restringir el uso de material con copyright incluso en formas no cubiertas por las leyes existentes. La Electronic Frontier Foundation y otros consideran también que los DRM son prácticas anticompetitivas.
En la práctica, existen métodos para derrotar o eludir todos los sistemas de DRM usados ampliamente, aunque esto en ocasiones requiera de mucha pericia. Garantizar la restricción de la copia de material audiovisual es especialmente difícil, debido a la existencia del agujero analógico, e incluso se sugiere que un DRM eficaz es lógicamente imposible por esta razón. Con todo y eso, muchos productos ampliamente extendidos contienen DRM.

## Introducción
El DRM se aplica, al menos de momento, solo a medios digitales. El contenido digital ha ganado popularidad sobre el contenido analógico por dos cuestiones; la primera es por las ventajas técnicas asociadas con su producción, reproducción y manipulación, y la segunda porque hay, a veces, mejor calidad percibida que su contraparte analógica. Desde el nacimiento de las computadoras personales, los archivos de contenido digital se han convertido en un medio fácil de copiar un número ilimitado de veces sin producir degradación alguna en la calidad de las copias subsecuentes. Mucho contenido analógico pierde calidad con cada generación copiada, y frecuentemente durante su uso normal. La popularidad de Internet y las herramientas para compartir archivos han simplificado la distribución de contenido digital con derechos de autor (copyright).
La disponibilidad de múltiples copias perfectas de material protegido es percibido por la industria de los medios como un golpe a su viabilidad y costo, particularmente dentro de la industria de la música, del cine y de los videojuegos. Quienes publican material digital tienen típicos modelos de negocios que recaen en la habilidad de obtener una tarifa por cada copia hecha del trabajo digital, y algunas veces por cada ejecución de dicho trabajo. El DRM fue creado o diseñado por quienes publican contenido digital con medidas para permitirles el control de la duplicación y diseminación de su contenido.
Existen diferentes mecanismos de DRM, diseñados por distintas empresas, pero en general todos tienen en común algunas características:
- Detectan quién accede a cada obra, cuándo y bajo qué condiciones, y reportan esta información al proveedor de la obra.
- Autorizan o deniegan de manera inapelable el acceso a la obra, de acuerdo a condiciones que pueden ser cambiadas unilateralmente por el proveedor de la obra.
- Cuando autorizan el acceso, lo hacen bajo condiciones restrictivas que son fijadas unilateralmente por el proveedor de la obra, independientemente de los derechos que la ley otorgue al autor o al público.

## ¿Dónde están?
Los DRM están siendo incluidos en todo tipo de dispositivos digitales, sin informar a quienes los compran respecto de sus consecuencias. Aunque han sido comunes las medidas de control técnico sobre la reproducción y el uso de software de aplicación desde los ochenta, el término DRM se refiere usualmente al creciente uso de medidas referidas al contenido/trabajo artístico. 
En el mercado se ofrecen hoy muchos dispositivos equipados con circuitos electrónicos de Trusted Computing, entre ellos evidentemente computadoras, pero también reproductores de DVD, reproductores de audio, teléfonos, televisores, radios, juguetes, contestadores automáticos, fotocopiadoras, impresoras, y muchos otros.
Según algunos proyectos de ley impulsados por parte de la industria, estará prohibido producir o comercializar cualquier dispositivo que tenga la capacidad de grabar o reproducir sonido, video, texto o cualquier otra forma de expresión, a menos que esté equipado con hardware adecuado para la implementación de DRM.
Aun antes de que la infraestructura de hardware sea omnipresente, como desean sus proponentes, existen muchos sistemas de DRM basados en software que, si bien no son lo suficientemente fuertes como para restringir efectivamente la copia, sí son lo suficientemente molestos como para complicarle la vida a las personas que quieren, por ejemplo, escuchar sus propios CD en su propia computadora.
La mayoría de los programas privativos de reproducción de medios disponibles hoy incluyen formas bastante sofisticadas de DRM sin soporte en hardware.

## Tecnologías

### DRM y el cine
Un temprano ejemplo de sistemas de DRM fue el Content Scrambling System (CSS) empleado por el DVD Fórum en películas desde 1996. CSS usaba un algoritmo de cifrado sencillo, y requería que los fabricantes de dispositivos firmaran acuerdos de licencia que restringían la inclusión de características, como salidas digitales que podrían usarse para extraer copias digitales de alta calidad, en sus reproductores. Así, el único hardware de consumidor capaz de decodificar películas en DVD estaba controlado, aunque indirectamente, por el DVD Fórum, restringiendo el uso de DVD en otros sistemas hasta el lanzamiento de DeCSS por Jon Lech Johansen en 1999, que permitió que un DVD cifrado con CSS se reprodujera en una computadora usando GNU/Linux, para el cual no se había organizado una versión licenciada de software reproductor CSS.
Windows Vista de Microsoft contiene un sistema de DRM llamado Protected Media Path, que contiene el Protected Video Path (PVP). PVP intenta detener la reproducción de contenido restringido por DRM mientras algún programa de software sin firmar (denominado no privativo o software libre) esté ejecutándose para impedir que el software sin firmar pueda acceder al contenido. Adicionalmente, PVP puede cifrar información durante la transmisión hacia el monitor o la tarjeta gráfica, lo cual dificulta hacer grabaciones sin autorización.
El Advanced Access Content System (AACS) es un sistema de DRM para HD DVD y discos Blu-ray desarrollado por el AACS Licensing Administrator, LLC (AACS LA), un consorcio que incluye Disney, Intel, Microsoft, Matsushita (Panasonic), Warner Brothers, IBM, Toshiba y Sony. En diciembre de 2006, una llave de proceso fue publicada en internet por crackers, permitiendo acceso sin restricciones a contenido HD DVD restringido con AACS. Luego de que esta llave fuese anulada, se publicaron otras nuevas.
El concepto de broadcast flag fue desarrollado por Fox Broadcasting en el 2001 y fue apoyado por la MPAA y la FCC. Un fallo en mayo del 2007 por una corte de apelaciones de los EE. UU. mantuvo que la FCC carecía de la autoridad para imponerlo en la industria de la TV en los EE. UU. Es requerido que todas las HDTVs obedezcan una especificación de stream, determinando si se puede o no grabar ese stream. Esto podría bloquear instancias de uso justo, tal como time-shifting.[cita requerida]. Obtuvo mayor éxito en otros escenarios cuando fue adoptado por el Digital Video Broadcasting Project (DVB), un consorcio de cerca de 250 organismos de radiodifusión, fabricantes, operadores de redes, desarrolladores de software y organismos reguladores de cerca de 35 países involucrados en intentar desarrollar nuevos estándares de TV digital.
Una variante actualizada del broadcast flag ha sido desarrollada en el Content Protection and Copy Management (DVB-CPCM). Al igual que en muchos sistemas DRM, el sistema CPCM tiene la intención de controlar el uso de material protegido bajo derechos de autor por el usuario final, en la dirección del dueño del copyright. El DVB soporta el sistema ya que armonizará el control de acceso de los dueños del copyright a través de diferentes tecnologías y así hacer las cosas más simples para el usuario final. Se espera que el sistema CPCM sea presentado al European Telecommunications Standards Institute en el 2008.
En marzo de 2008, la Canadian Broadcasting Corporation anunció que lanzaría una versión libre de DRM de uno de sus programas, Canada's Next Great Prime Minister. a través de BitTorrent.

### DRM y música

#### CD de audio
Debe notarse que los discos con DRM instalado no están bajo el estándar oficial de disco compacto (CD, por compact disc), ya que son un CD-ROM. Por lo tanto, carecen del logotipo de CD que se encuentra en los discos que siguen el estándar (conocido como libro rojo). Por lo que estos CD podrían no ser reproducidos en todos los reproductores de CD. Algunos consumidores podrían no poder reproducir sus CD en sus computadoras. Las PC bajo sistema operativo Microsoft Windows podrían incluso sufrir una caída del sistema al intentar reproducir estos CD.[cita requerida]
En 2002, Bertelsmann (comprometiendo a BMG, Arista Records y a RCA) fue la primera corporación en usar DRM en CD de audio.[cita requerida] En 2005, Sony BMG introdujo una nueva tecnología DRM la cual instalaba software DRM en las computadoras de los usuarios, sin avisar de manera clara al usuario o preguntar por su aprobación. Entre otras cosas, el software instalado incluía un rootkit, el cual creaba una vulnerabilidad grave de seguridad que otros podrían explotar. Cuando la naturaleza del DRM involucrado fue hecha pública mucho después, Sony inicialmente minimizó la importancia de las vulnerabilidades que su software había creado, pero fue obligado eventualmente a sacar del mercado millones de CD, y lanzó muchos intentos de parchar clandestinamente el software incluido para al menos eliminar el rootkit. Varias Acciones populares fueron presentadas, que fueron arregladas al final con acuerdos para proveer a los consumidores afectados con un soborno en efectivo o descargas de álbumes libres de DRM.
De hecho, el software DRM de Sony tuvo sólo una capacidad limitada para prevenir la copia, siendo afectada solo la reproducción en computadoras con Windows, no en otro equipo. Incluso en la plataforma Windows, los usuarios evitaban regularmente las restricciones. Y, mientras la tecnología DRM de Sony creaba vulnerabilidades fundamentales en las computadoras de los clientes, partes de ella podía ser evitada manteniendo apretada la tecla "Shift" mientras se inserta el CD, o deshabilitando la propiedad de autorun. Incluso, las pistas de audio podían simplemente ser reproducidas y regrabadas, así evitando completamente todo el DRM (esto es conocido como el Agujero analógico). Los dos primeros intentos de Sony de lanzar un parche que eliminara el software DRM de las computadoras de los usuarios fallaron.
En 2007, EMI dejó de publicar CD de audio con DRM, declarando que "los costos del DRM no son comparables con los resultados". EMI fue la última discográfica en hacerlo, y los CD de audio que contienen DRM no son lanzados por ninguna casa discográfica mayor.

#### Música por Internet
Muchas tiendas de música en línea emplean DRM para restringir el uso de la música comprada y descargada en línea. Hay muchas maneras para los consumidores de compra de música digital sobre la internet, en términos tanto de tiendas como opciones de compras.
- La tienda iTunes, administrada por Apple, permite a los usuarios comprar una pista en línea por 0,99 $ de EE. UU. Las pistas compradas usan el sistema DRM FairPlay de Apple. Desde su inicio el 17 de octubre de 2007, los usuarios pueden descargar música libre de DRM por el mismo precio que un archivo con DRM.[13]

- La tienda de Napster, que ofrece un acercamiento al DRM basado en una suscripción junto con compras permanentes. Los usuarios suscritos pueden bajar y hacer stream de una cantidad ilimitada de música codificada a Audio de Windows Media (WMA) mientras estén suscritos al servicio. Pero tan pronto como al usuario se le olvide un pago, el servicio hace que toda la música descargada sea inservible. Napster también cobra a los usuarios que deseen usar la música en su dispositivo portátil por unos 5 USD adicionales al mes. Por otra parte, Napster exige a los usuarios pagar unos 0,99$ por pista para grabarla en un CD o escucharla después de que expire la suscripción. Las canciones compradas por Napster pueden ser reproducidas en reproductores con el logo Microsoft PlaysForSure (que, vale notar, no incluyen los IPods o incluso el mismo Zune de Microsoft).

- Descargas de Música Wal-Mart, otra tienda en línea de descarga de música, cobra 0,94$ por pista para todas las descargas. Todas las Descargas de Música de Wal-Mart pueden ser reproducidas en cualquier producto marcado con Windows PlaysForSure en el mercado. La música es reproducible en el reproductor mp3 Sansa de SanDisk, por ejemplo, pero debe ser copiada a la memoria interna del reproductor. No puede ser reproducida por la ranura de tarjetas MicroSD del reproductor, lo que es un problema que experimentan muchos usuarios del reproductor mp3.

- Sony operaba un servicio de descarga de música en línea llamado Connect que usaba la tecnología DRM propietaria de Sony llamada OpenMG. La música descargada de esta tienda (usualmente vía el software SonicStage) era reproducible solamente en computadoras corriendo Windows y hardware de Sony (incluyendo la PSP).

Los múltiples servicios actualmente no son interoperables, aunque aquellos que usan el mismo sistema DRM (por ejemplo las varias tiendas con formato DRM de Windows Media, incluida Napster) todos ellos proveen canciones que pueden ser reproducidas junto con el mismo programa reproductor. Casi todas las tiendas requieren un software cliente de algún tipo a descargar, y algunos también necesitan plugins. Varias universidades, tales como el Instituto Politécnico Rensselaer, han hecho arreglos con surtidos proveedores de música por Internet para proveer acceso (típicamente restringido por DRM) a archivos de música para sus estudiantes, para con no mucha popularidad, haciendo pagos a veces de fondos honorarios de actividades. Uno de los problemas es que la música se vuelve inservible después de salir de la universidad a menos que el estudiante continúe pagando individualmente. Lo otro es que poco de estos proveedores son compatibles con el reproductor portable más común, el iPod de Apple. El Estudio de Propiedad Intelectual de Gowers (para el parlamento inglés; 141 páginas, más de cuarenta especificaciones específicas) han tomado nota de las incompatibilidades y sugiere (Recomendaciones de la 8 a la 12) que se debe ser explícitamente justo tratando con las excepciones al derecho de autor, permitiendo a las bibliotecas copiar y cambiar entre esquemas de DRM, y permitiendo a los usuarios finales hacer lo mismo de manera privada. De ser aprobado, algunas de las asperezas podrían disminuir.
Aunque el DRM prevalece para la música por Internet, algunas tiendas online tales como eMusic, Dogmazic, y Amazon no usan DRM. Las más grandes discográficas han empezado a lanzar más música en línea sin DRM. Eric Bangeman sugiere en Ars Technica que esto es porque las casas discográficas están "empezando lentamente a darse cuenta de que no pueden tener música con DRM y tener control sobre todo el mercado de música en línea al mismo tiempo... Una manera de romper el ciclo es vender música que sea reproducible en cualquier reproductor de audio digital. eMusic hace exactamente eso, y su catálogo sorprendentemente extensivo de música sin DRM lo ha puesto en la tienda de música en línea número dos bajo la tienda iTunes." Steve Jobs en Apple ha hecho un llamado a la industria de la música para eliminar DRM en una carta abierta con el título Pensamientos sobre la música. La tienda iTunes de Apple empezará a vender música de EMI sin DRM en 256kbit/s (desde 128 kbit/s) por un precio premium (esto ha sido revertido al precio estándar). En marzo de 2007, Musicload.de, uno de los más grandes minoristas de música en línea de Europa, anunció su fuerte posición contra el DRM. En una carta abierta, Musicload indicó que tres de cada cuatro llamadas a su servicio por teléfono de soporte al cliente eran resultado de la frustración del cliente con el DRM.

### Libros electrónicos
Los libros electrónicos leídos en una computadora personal o en un lector de libros electrónicos típicamente usan restricciones de DRM para limitar el copiar, imprimir, y compartirlos. Estos tipos de libros están usualmente limitados a cierto número de dispositivos de lectura y algunas editoriales de publicaciones electrónicas previenen cualquier copia o impresión. Por esto, muchos consumidores se han mostrado reacios a comprar y usar libros electrónicos. Se cree que el DRM es una de las razones principales por la cual el mercado de los libros electrónicos ha tenido un lento despegue.
Los libros electrónicos están encontrando su lugar, pero les está tomando mucho tiempo, y eso está afectando a los proveedores que estaban esperando un boom para sobrevivir. Muchos de los primeros proveedores y editoriales de libros electrónicos no han sobrevivido y en el 2003, Barnes & Noble cesó en ofrecer contenido y soporte en libros electrónicos. También ha tomado varios años el producir un hardware para libros electrónicos exitoso: Sony lanzó el Sony Reader en 2006 y Amazon lanzó el Amazon Kindle en 2007.
Dos de los programas más usados para visualizar libros electrónicos son Adobe Acrobat y Calibre (Microsoft Reader fue descontinuado en 2012). Cada programa usa un enfoque levemente diferente para los DRM. La primera versión del lector de libros electrónicos de Adobe Acrobat en tener tecnologías de cifrado fue la versión 5.05. En la siguiente versión 6.0, se combinaron las tecnologías del lector de PDF y del lector de libros electrónicos, permitiendo que leyera archivos tanto restringidos como no restringidos por DRM. Después de abrir el archivo, el usuario puede ver la declaración de derechos, que esbozan las acciones disponibles para el documento específico. Por ejemplo, para un PDF libremente transferido, la impresión y la copia al portapapeles y otras funciones básicas están disponibles. Sin embargo, cuando se visualiza un libro electrónico con más restricciones, el usuario no puede imprimir el libro, copiar, o pegar selecciones. El nivel de restricción está especificado por la editorial o agencia de distribución. El Microsoft Reader, que lee exclusivamente libros electrónicos en formato .lit, contiene su propio software de DRM. En Microsoft Reader hay tres niveles de protección diferentes dependiendo del libro electrónico:libros sellados, libros inscritos y libros exclusivos al dueño. Los libros sellados tienen la menor cantidad de restricciones y solo previene que se modifique el documento. Por tanto, el lector no puede alterar el contenido del libro para cambiar el final, por ejemplo. Los libros electrónicos inscritos son el siguiente nivel de restricción. Después de comprar y descargar el libro, Microsoft Reader le pone una etiqueta de identificación digital para identificar al dueño del mismo. Por lo tanto, esto desincentiva la distribución del libro electrónico porque está inscrito con el nombre de su dueño haciendo posible rastrearlo de vuelta a la copia original que fue distribuida.
Otros programas de libros electrónicos usan esquemas similares de DRM. Por ejemplo, Palm Digital Media, hoy en día conocida como Ereader, enlaza la información de la tarjeta de crédito del comprador a la copia del libro electrónico para desalentar la distribución de los libros. La forma de seguridad más estricta que Microsoft Reader ofrece se llama libros electrónicos exclusivos al dueño, que usa tecnologías de DRM tradicionales. Para comprar el libro el consumidor primero debe abrir Microsoft Read, lo cual asegura que cuando es descargado el libro este se vuelve enlazado a la cuenta Microsoft Passport del computador. Así, el libro solo puede ser abierto con la computadora en la que fue descargado, previniendo la copia y distribución del texto.

### DRM y documentos
Enterprise digital rights management (E-DRM o ERM) es la aplicación de tecnología DRM al control de acceso de documentos corporativos tales como archivos Microsoft Word, PDF, AutoCAD, correos electrónicos y páginas web de intranet en vez de controlar medios de consumo. E-DRM, ahora más comúnmente referido como IRM (Information Rights Management), está pensado generalmente para prevenir el uso sin autorización (como espionaje industrial) de documentos propietarios. El IRM se integra típicamente con software de sistema de gestión de contenidos.
El DRM ha sido utilizado por organizaciones como la British Library en su servicio de entrega electrónica segura para permitir acceso en todo el mundo a números sustanciales de documentos raros (y en muchos casos únicos) que, por razones legales, antes solo estaban disponibles a individuos autorizados que estuvieran visitando el centro de documentos de la biblioteca en Boston Spa, Inglaterra.[cita requerida]

### Marcas de agua
Las marcas de agua digitales son características discretas de los medios, que se le agregan durante la producción o distribución. Las marcas de agua digitales involucran datos esteganográficamente incrustados dentro los datos de audio o video. 
Las marcas de agua pueden ser usadas para distintos propósitos que pueden incluir: 
- para registrar el dueño de los derechos de autor
- para registrar el distribuidor
- para registrar la cadena de distribución
- para identificar el comprador de la música

Las marcas de agua no son mecanismos DRM completos en su propio derecho, pero se usan como parte de un sistema DRM, para ayudar a proporcionar las pruebas de cargos para vías legales de gestión de derechos, en vez de restricción tecnológica directa.

### Metadatos
A veces, en música que ha sido comprada se incluyen metadatos que registran información tal como el nombre del comprador, información de cuenta, o dirección de correo electrónico. Esta información no está incrustada en los datos de audio o video reproducidos como una marca de agua, sino que se mantiene separada, pero dentro del archivo o stream.
Como ejemplo, se emplean metadatos en medios comprados en la tienda iTunes de Apple tanto en versiones con o sin DRM de sus archivos de música o video. Esta información se incluye como metadatos estándar MPEG.

### DRM y los videojuegos
Hasta el lanzamiento de la PlayStation 4 y Xbox One las consolas siempre habían tenido grandes problemas con la piratería, hasta el punto de que prácticamente la totalidad de las consolas estaban "chipeadas" . El PC también ha sido una plataforma con un alto índice de pirateo, por lo que Steam aplica el sistema de mantenerse conectado a internet para poder jugar (aunque es posible usar el modo "sin conexión" para juegos offline), sin embargo existen plataformas como GOG con la política de "si lo compras es tuyo", que incluso invita a compartir tu copia del juego con tus amigos, GOG prescinde del uso de las DRM porque considera un abuso que los compradores paguen por el uso de copias piratas de otros usuarios.

## Ejemplos de DRM
- Adobe Lifecycle Right Management
- Microsoft Rights Management Server
- SEALPATH
- CoreMedia DRM
- Real Media Helix
- Fair Play (Apple iTunes)
- OMA DRM 1.0 y 2.0
- Prot-On.
- AceroDocs DRM Archivado el 21 de abril de 2018 en Wayback Machine.

## Detractores del DRM
Los vendedores y editores de DRM acuñaron el término "digital rights management" para referirse a los tipos de medidas técnicas expuestas. Los "derechos" –mejor dicho capacidades técnicas– que el "dueño" del contenido ofrece no son necesariamente los mismos que los derechos legales de un consumidor del contenido; por ello, los críticos del DRM sostienen que el nombre "'digital rights management es engañoso, por lo que crearon un retroacrónimo. Para ellos digital restrictions management o gestión digital de restricciones es un denominación más exacta de la funcionalidad de los sistemas DRM.
DRM es una extensión del control de acceso obligatorio en donde una política central puesta por un administrador es reforzada por un sistema computacional. Los bien estudiados problemas teóricos del control de acceso obligatorio se aplican igualmente a DRM. DRM es vulnerable a una clase adicional de ataques debido a su necesidad de correr en un hardware resistente a la manipulación (los sistemas DRM que no corren bajo un hardware resistente a manipulación no pueden ser teóricamente seguros ya que el contenido digital puede ser copiado en el hardware).
Steve Jobs, el ya fallecido presidente de Apple, había manifestado que consideraba que el DRM no favorece la venta de música en línea.
Curiosamente, en Finlandia es legal romper el DRM de las películas DVD.

## Aplicación legal de DRM
Las restricciones legales existentes suelen imponerse al dueño de la copia física de un trabajo. La mayoría de los esquemas DRM van más allá, y aportan restricciones adicionales a la sola discreción de un distribuidor de medios (el cual puede o no ser la misma entidad que el poseedor del derecho de autor).
Una característica particular de los DRM es que su implementación no se limita a lo técnico, sino que incursiona en lo legislativo: sus proponentes impulsan, con grandes campañas de lobby en el mundo entero, proyectos de ley que prohíben la producción, distribución y venta de dispositivos electrónicos a menos que estén equipados con DRM, y criminalizan cualquier esfuerzo de eludir los DRM, independientemente de si esta elusión implica una violación del derecho de autor o no.
Los controles de DRM son ejecutados a través de la llamada "computación fiable" (TC, de Trusted-Computing en inglés). Sin embargo, estos controles crean un sistema informático en el cual un usuario no puede confiar, ya que su comportamiento puede ser manipulado remotamente en cualquier momento sin importar la validez legal que tales manipulaciones tengan. Quienes critican los DRM interpretan las siglas como "Treacherous Computing" (computación traicionera). La mayoría de los oponentes tienen muy poca fe en que ni poder legislativo ni poder judicial puedan ser capaces de limitar tal manipulación.
El nombre de "Computación Confiable" está evidentemente pensado para despertar la sensación de que estos sistemas nos permiten controlar mejor lo que nuestros dispositivos hacen.
Esta actitud demuestra que el verdadero objetivo es, precisamente, *quitar* a los usuarios el control sobre sus dispositivos, y transferirlo a terceros: el proveedor de software, la editorial, la discográfica, etc. Son ellos, y no el público ni los autores, quienes operan los servidores y cadenas de distribución y control que sostienen los sistemas de DRM.
En otras palabras: estos mecanismos, que permiten saber qué escuchamos, leemos, miramos y producimos, e incluso impedirlo, están bajo el control de extraños, que por su intermedio nos controlan a nosotros.
En la visión de quienes lo proponen, este control debe ser incluso más fuerte que la ley: si la elusión de DRM es delito, estas empresas se convierten de la noche a la mañana en legisladoras privadas, ya que pueden implementar restricciones y controles arbitrarios, completamente al margen de lo que la ley les permite, y demandar a quienes los eludan por el simple acto de intentar ejercer sus propios derechos.
Por ejemplo, en muchos países existe el derecho del público de hacer copias para uso privado, aunque las obras estén bajo derecho de autor. Pero si el usuario no puede hacer la copia sin eludir el sistema de DRM, que no se lo permite, la empresa que controla el DRM acaba de anular un derecho legítimo del usuario, ya que cualquier intento de ejercerlo lo convierte en un criminal. En todo caso, el derecho de copia privada reposa en el supuesto de que a la obra que se va a copiar se ha accedido lícitamente, y no con vulneración de los derechos de propiedad intelectual que existan sobre ella.
Hay leyes de este tipo que ya están en efecto en varios países, en virtud de la presión de las corporaciones de medios, y pese a la oposición de organizaciones de defensa de derechos del público, y de muchos autores.
Los ejemplos más prominentes son la DMCA (Digital Millenium Copyright Act) de los EE. UU. y la DADVSI (Droit d’Auteur et Droits Voisins Dans la Société de l’Information) de Francia. Los Tratados de Libre Comercio con los EE. UU., como el ALCA, incluyen la exigencia de que los países firmantes adopten legislación de apoyo a los DRM como cláusula no negociable.

## ¿Cómo afectan al software libre?
Las implementaciones de DRM y las legislaciones que los legitiman están en clara contradicción con los ideales del software libre. Legislaciones como DMCA y DADVSI no sólo criminalizan a quienes eluden los DRM, sino que además permiten a los proveedores de contenidos prohibir la escritura de programas que permitan leer esos materiales.
Los proveedores imponen así qué software se debe usar para acceder a sus contenidos.
El acceso a contenidos digitales sometidos a DRM usando programas modificados por el usuario no está permitido, y por lo general exige el uso de sistemas operativos privativos, poniendo serias trabas a la producción y diseminación de software libre.

## ¿Qué derechos se ven afectados?
Quienes se oponen al uso de tecnologías DRM señalan que violan una serie de derechos:
- El derecho al libre acceso a la cultura.

- El derecho a la intimidad: Para decidir si otorgan o no acceso a cada obra, estos sistemas necesitan vigilarnos. De esta forma, un tercero tendrá información sobre qué, cómo y cuándo leemos, oímos música, escuchamos radio, vemos películas y accedemos a cualquier contenido digital.

- El derecho a realizar copias en casos particulares: Varias legislaciones de derechos de autor reconocen (e incluso cobran por ello) el derecho de las personas a confeccionar copias de las obras para uso privado. Esto incluye la posibilidad de realizar copias de respaldo, copias para acceder desde diferentes dispositivos e incluso copias para compartir con personas de nuestro entorno íntimo, siempre bajo la condición de que no medien transacciones comerciales. Estos derechos quedan obstruidos completamente con la implementación del DRM.

- La realización de obras derivadas: La realización de obras derivadas es un proceso común en la creación cultural. Muchas obras son trabajos derivados de obras anteriores. Esto incluye traducciones, realización de remixes, y otras formas de expresión. Estas acciones básicas de la producción cultural se tornan imposibles frente al DRM.

- Quienes trabajan en crítica literaria, cinematográfica, musical, e incluso política, utilizan el recurso de la cita para comentar las obras publicadas. El sistema de DRM impone trabas técnicas a esta posibilidad, con la consecuencia directa de poner cerrojos técnicos a la libertad de expresión.

- El "fair use" y las excepciones al copyright: Esta expresión común para la jurisprudencia norteamericana es otra de las víctimas de la aplicación del DRM. En muchos casos, las leyes de derechos de autor fijan excepciones para el ámbito educativo o para personas con alguna discapacidad que necesiten realizar copias de obras para poder acceder a ellas (como las traducciones al Braille o la utilización de audiolibros). Estos recursos quedan eliminados con los sistemas de DRM.

- El dominio público: Las restricciones técnicas de acceso no tienen fecha de vencimiento. Por tanto, cuando las obras entren al dominio público, las restricciones seguirán estando allí, vedando el acceso y la copia de materiales que legalmente podrían ser copiados. Otro tanto ocurre con obras que ya están en el dominio público y que se tornan inaccesibles para las personas cuando algún proveedor de contenidos las distribuye bajo un sistema de DRM.

- La presunción de inocencia: Con las medidas técnicas de restricción de acceso y copia, se declara a la ciudadanía culpable antes de que se pruebe lo contrario, privándola de una serie de derechos en forma preventiva, sin que se haya cometido ningún delito. Por otro lado, el desarrollo y utilización de mecanismos para eludir los DRM se convierte en un delito aun cuando se realice para fines de investigación o para acceder a un contenido que se ha adquirido legalmente, aun cuando no se viole ningún derecho de autor.

- El derecho a la libertad de expresión, relativo al pluralismo informativo y acceso a los medios.[27]

## Deficiencias de los DRM
De acuerdo a las mismas organizaciones anti-DRM, las deficiencias de estos sistemas de protección de Copyright son muchas, algunas que van desde impedimentos en el libre uso y gozo del producto protegido, hasta el daño a los dispositivos que reproducen este tipo de archivos o productos. Ejemplo de este último caso es el ya referido en capítulos anteriores respecto del sistema de protección DRM de Sony . Además, tal y como lo sostiene Cory Doctorow: “(…) por que en el caso de la 'protección de copia' el receptor es también la persona de la que el sistema está destinado a protegerse". En esa tónica, lo que sostiene Cory Doctorow es que los sistemas DRM están destinados a fracasar porque tienen en sí mismos las protecciones y las formas de quitar esa protección, viéndolo prácticamente, es como comprar una caja fuerte que lleva rotulada en el frente una lámina con la combinación para ésta. La finalidad de la caja fuerte es proteger el contenido del exterior, pero nosotros necesitamos la clave para poder abrirla y, como dueños de lo que tiene dentro, poder usarla, el problema con este ejemplo es que la caja fuerte lleva la combinación rotulada en el frente, por ende cualquiera puede tener acceso a ella, no solamente el que la ha comprado. Cory Doctorow dice que los sistemas DRM no pueden proliferar porque siempre habrá quién sepa acceder a las claves para descifrarlo y poder acceder al contenido que guardan, no importa que sea un académico en busca de mayor conocimiento, un hacker en busca de ir contra el sistema, o un niño de doce años que busque simplemente la gloria.
En el mismo sentido se inclina un famoso criptógrafo y gurú de la seguridad en Internet: Bruce Shneier. En su artículo publicado en la página Wired.com, señala al igual que Cory Doctorow, lo inútil de los esfuerzos de las compañías por tratar de proteger archivos de medios mediante los sistemas DRM. Es tan definida su postura contra estos sistemas que incluso llega a mencionar: “(…) Ellos (los consorcios mediáticos) están jugando un juego perdido, y tratando de hacer que los archivos digitales sean incopiables y eso es como querer hacer que el agua no moje”. Para él es un esfuerzo totalmente inútil el intentar combatir a quienes se empeñan en descubrir las claves de cifrado de los sistemas DRM, porque constantemente habrá quienes las encuentren, y a cada nueva clave, habrá un nuevo desbloqueo de las mismas, y así hasta que los grandes consorcios mediáticos se den cuenta de lo inútil de sus esfuerzos.

### Métodos para eludir los DRM
Hay muchos métodos para eludir el control por DRM en contenido de audio y video.
Un método simple para eludir el DRM en archivos de audio es copiar el contenido en un CD de audio y después ripearlos en archivos libres de DRM. Esto solo es posible cuando el software que reproduce estos archivos restringidos por DRM permite copiar CD. Algunos softwares simplifican y automatizan este proceso de copiado-ripeado permitiendo al usuario copiar la música a un disco CD-RW o a una unidad virtual CD-R, y después automáticamente ripeando y codificando la música, y automáticamente repitiendo este proceso hasta que toda la música seleccionada haya sido convertida, en vez de forzar al usuario a hacer esto un CD (72 a 80 minutos de música) a la vez.
Han sido desarrollados muchos programas que interceptan el flujo de datos mientras está siendo descifrado fuera del archivo restringido por DRM, y después usa estos datos para construir un archivo libre de DRM. Estos programas requieren de una llave de descifrado. Programas que hacen esto para DVD, HD DVD y discos Blu-ray incluyen llaves de descifrado universales en el mismo software. Sin embargo, programas que hacen esto para grabaciones TiVo ToGo, audio iTunes y canciones PlaysForSure, dependen de la llave propia del usuario - o sea, solo ellos pueden procesar el contenido que el usuario ha adquirido legalmente bajo su propia cuenta.
Otro método es usar software para grabar las señales enviadas mediante tarjetas de audio o video, o conectar dispositivos de grabación analógicos en las salidas analógicas del reproductor de medios. Estas técnicas utilizan el llamado "Agujero analógico" (ver abajo).

### Agujero analógico
Todas las formas de DRM para material audiovisual están sujetas al agujero analógico, a saber que a fin de que un espectador pueda reproducir el material, la señal digital debe ser convertida en una señal análoga que contiene luz y/o sonido para el espectador, y así disponible para ser copiada, ya que ningún DRM es capaz de controlar contenido en este formato. En otras palabras, un usuario puede reproducir un archivo de audio que ha sido comprado mientras use un programa separado para grabar el sonido de vuelta en el computador en un archivo de formato no protegido con DRM.
Todos los DRM a la fecha, y probablemente todos los futuros pueden entonces ser eludidos, a través de grabar esta señal digitalmente, guardándola y distribuyéndola en un formato no limitado por DRM. Aunque, es probable que la conversión desde digital a análogo y de vuelta obligue a una pérdida de calidad, particularmente cuando se usan formatos digitales con pérdida. HDCP es un intento de restringir el agujero analógico.
Asus va a lanzar una tarjeta de sonido que incluye una función llamada Analog Loopback Transformation para eludir las restricciones digitales del DRM. Esta característica le permitirá al usuario grabar audio restringido por DRM mediante la conexión I/O análoga incorporada a la tarjeta.

### DRM en plataformas generales de computación
Muchos de los sistemas de DRM en uso están diseñados para funcionar en hardware computacional de propósito general, tales como PC de escritorio, aparentemente porque estos equipos son vistos como los mayores contribuyentes a la pérdida de ingresos por copias no autorizadas. Los grandes piratas comerciales evitan equipos de consumo, así que las pérdidas ocasionadas por tales infractores no serán cubiertas por tales provisiones.
Algunos han sugerido que este esquema nunca podrá ser seguro ya que el software debe incluir toda la información, tal como las llaves de descifrado, necesarias para descifrar el contenido. Está sugerido que uno siempre puede extraer esta información y descifrar y copiar el contenido, eludiendo las restricciones impuestas por el sistema DRM.

### DRM en hardware de propósito distribuido
Muchos esquemas de DRM usan medios cifrados que requieren de hardware de propósito específico para escuchar o ver el contenido. Esto pareciera que asegura que solo usuarios licenciados (aquellos con el hardware) pueden acceder el contenido. Adicionalmente intenta proteger de los usuarios del sistema la llave secreta de descifrado.
Mientras que en principio esto podría funcionar, es extremadamente difícil construir el hardware para proteger la llave secreta contra un adversario suficientemente determinado. Muchos de estos sistemas en la práctica han fallado, y de hecho, se piensa que ninguno ha sobrevivido varios de despliegue. Una vez que se conoce la llave secreta, construir una versión del hardware que no realiza comprobaciones es usualmente relativamente sencillo.
Sumado a esto, provisiones de verificación de usuario son frecuentemente sujetas a ataques.

### Marcas de agua
Las marcas de agua son, por lo general, borradas con facilidad, aunque se puede producir algo de degradación en el audio o el video.
En particular, mucha de la compresión tiene solo la intención de retener las características perceptibles de una imagen, y por lo tanto si la marca de agua es invisible, entonces ellas son típicamente borradas por sistemas de compresión como un efecto secundario.

### Obsolescencia
Cuando cambian los formatos y estándares, puede ser dificultoso el transferir contenidos restringidos por DRM a nuevos medios. Adicionalmente, cualquier sistema que requiere contacto con un servidor de autentificación es vulnerable a que ese servidor se vuelva no disponible, como sucedió en el 2007, cuando videos comprados desde MLB.com antes del 2006 se volvieron irreproducibles debido al cambio de servidores que validaban las licencias.
Cuando Microsoft introdujo su reproductor Zune en el 2006, este no soportaba contenido que usaba el esquema de DRM PlaysForSure del propio Microsoft que previamente estaban vendiendo. La EFF llamó a esto un "crudo acuerdo".
En abril de 2008, Microsoft envió un correo electrónico a exclientes de la ahora muerta tienda MSN Music en donde los instaba a obtener una nueva clave de licencia para cada una de las canciones bajadas desde la tienda ya que a partir del 31 de agosto de 2008 si no tenían esta nueva llave no podrían reproducir sus canciones. Sin embargo, el 19 de junio, Microsoft reemitió la declaración de cierre de MSN Music y permitió a los usuarios usar sus licencias hasta finales del 2011.

### DRM en HTML5
El W3C incluirá el DRM dentro del estándar HTML5, según los dichos de su CEO Jeff Jaffe.

### Enlaces críticos con el DRM
- El Derecho a leer, de Richard Stallman
- ¿Puedes confiar en tu computadora?, de Richard Stallman
- Monopolios Artificiales sobre Bienes Intangibles - Los procesos de privatización de la vida y el conocimiento Ediciones Fundación Vía Libre ISBN 978-987-22486-2-8 Bajo Licencia GNU-GFDL
- Defectuosos por Diseño - Campaña de la Free Software Foundation
- Campañas contra la excesiva vigilancia por parte de los gobiernos y las empresas.Campañas contra la excesiva vigilancia por parte de los gobiernos y las empresas. Blog de Álvaro Fuentes/ http://hacktivistas.org.ve
- Trusted computing... ¡cuando la confianza supera los límites!